# 'Ndrina Scumaci
Gli Scumace sono una cosca malavitosa o 'ndrina della 'ndrangheta calabrese in provincia di Catanzaro.
Sarebbero alleati dei Grande Aracri dei Trapasso-Zoffreo e Mannolo di Cutro e con i Tropea-Talarico di Cropani.

## Storia
Il 18 maggio 1995 viene arrestato Antonio Scumace per detenzione di una pistola con munizioni non dichiarata.

## Organizzazione
- Domenico Scumace
- Vincenzo Scumace
- Salvatore Scumace
- Antonio Scumace